# Bol (Tchad)
Pour les articles homonymes, voir Bol.
Bol est la 11e ville du Tchad par le nombre d'habitants (112 490 au recensement de 2009).
Elle est le chef-lieu de la région du Lac et du département du Mamdi.

## Géographie
Le sultan de Bol règne sur cette ville tchadienne mais n'administre plus son comptoir portuaire : les eaux se sont retirées à 30 km de son fief.
La ville de Bol est située sur les rives du Lac-Tchad à 153Km au nord de la capitale du pays N'Djamena.
Bol est comptée parmi les villes enclavées du pays sur le plan des infrastructures routières ; surtout le carrefour d'embranchement de la ville est à 12 km au nord de la ville qui contribue moins à la densité de la ville. La barrière d'entrée de la ville est un carrefour qui lie trois routes (directions Ouest vers la ville de Bagasola en passant par Liwa jusqu'au Niger, vers l'Est Ngouri, Massakory, en passant par Massaguet jusqu'à la capitale administrative N'djaména. Les eaux du fleuve qui entourent la ville fait de Bol une ville à l'entrée unique par la voie terrestre. Tout de même cela n'empêche pas à certains importateurs et exportateurs à passer par la ville car la région en question est frontalière avec le Nigeria, Niger et Cameroun grâce à la Douane. Bol est la ville qui accueille avec Mao depuis plusieurs décennies des transites dans le transport des engins en provenance de Cotonou Bénin. Le Nigeria voisin est le plus important dans le domaine des importations et exportations.

## Histoire
La ville tire son nom du mot "boul" qui signifie blanc en plusieurs langues locales. Le nom fut attribué à la ville par les colons qui arrivèrent pour la première fois dans la localité,  ils appelèrent un homme et demandèrent le nom de la localité,  l'homme ignorant de quoi les blancs parlèrent, dit-il "boul djoli" ce qui signifie fou blanc. De ce fait, le blanc se contente du premier mot prononcé et devient le nom de la ville Bol.
Bol, comptée parmi les villes les plus anciennes, d'après certaines sources locales. Elle est connue pour sa diversité culturelle, ethnique. Bol est essentiellement peuplée de pêcheurs, agriculteurs et éleveurs... Aucune source fiable ni une date quelconque déterminent son premier plan cadastral confectionné.
Après l'installation de la Société de Développement du Lac SODELAC, grâce à la société , la ville bénéficie des matériaux pour le traçage des certaines voies qui permettent aux voyageurs et aux commerçants un soulagement.

## Économie

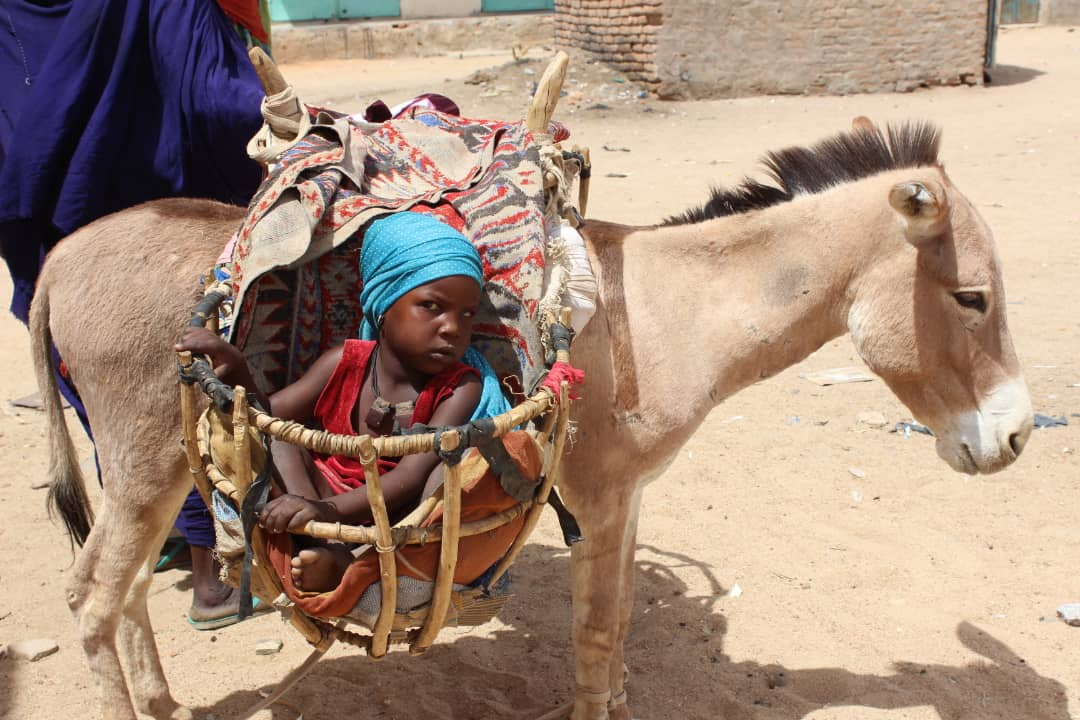
Âne transportant un enfant sur une route de Bol.

Bol, située sur la rive est du lac Tchad, est une ville très pauvre, mais qui joue un rôle très important pour le commerce régional. À travers le lac Tchad, le commerce avec le Nord du Nigeria est à la base de l'économie locale. Les secteurs économiques principaux sont: la pêche qui représente le secteur le plus important, le commerce du bétail (dont une grande partie est exportée vers le Nigeria), et la production agricole, dont la production de maïs et de mil représente environ 84 % de toute la production céréalière et des oléagineux, légumineuses et tubercules par rapport à la moyenne 2000-2012.
Bol dispose d'un aéroport de type IATA :OTC, OACI : FTTL, un hôtel 3 étoiles capable d'abriter les Forum de la CBLT dont la région est le théâtre, quelques agences bancaires  (BSIC et Express Union International), une agence de la SODELAC Société de Développement du Lac, la maison de la culture de Bol.
La région du Lac est l'une des régions du pays considérée comme le grenier non seulement du pays mais de la sous-région. Bol étant le chef-lieu de la région ne possède aucune machine de transformation pour les produits agricoles locaux.
La ville de Bol a une économie tournée vers l'agriculture et dans une moindre mesure la pêche du fait du fleuve qui l'entoure.

## Éducation
Bol abrite plusieurs établissements scolaires dont primaires et secondaires. 
Primaires 
- Ecole pilote
- Ecole Ouadi-doum
- Ecole privée évangelique Micheal
- Ecole privée Mbodou Mbami
- Ecole privée arabophone Al-bouhaïra
- École privée le Progrès

Collèges
- CEG de Bol
- Collège évangélique Kaye Thomas
- CEG arabe
- CEG Mbodou Mbami

Lycées 
- Lycée 7 juin
- Lycée arabophone

École Normale D'instituteur (ENI)

## Administration
La commune de Bol fait partie des 42 communes du Tchad où se sont tenues les premières élections locales du pays en janvier 2012. La commune comptais 21 conseillers municipaux. La commune de Bol compte une dizaine de quartiers.